# オーク情報システム
株式会社オーク情報システム（オークじょうほうシステム、英: OAK INFORMATION SYSTEM CORPORATION）は、東京都品川区に本社を置く日本の総合ITベンダである。
大林グループの企業であり、大林組の完全子会社である。

## 概要
大林グループ唯一の情報システム会社として、大林グループの情報システム基盤を支え、システムの上流工程から運用保守まで提供する総合ITベンダである。

## 沿革
- 1984年10月 株式会社シーピーシー 設立。資本金は3,000万円、株式会社大林組、トランスコスモス株式会社などが出資した。CADサービス、ソフトウエア開発・販売などを行っていた。
- 1986年1月 オークシステム株式会社 設立。資本金は1,000万円、株式会社大林組が全額出資した。コンピュータ機器等の販売・保守、ソフトウエア開発・販売などを手がけていた。
- 2002年10月 オークシステム株式会社と株式会社シーピーシーが合併。資本金は4,500万円、株式会社大林組が全額出資。
- 2002年11月 商号を株式会社オーク情報システムに変更
- 2003年6月 大阪支店設置（大阪事業所から組織変更）
- 2004年2月 情報セキュリティマネジメントシステムの国際的規格「BS7799」および財団法人日本情報処理開発協会（JIPDEC）による「ISMS適合性評価制度」認証取得
- 2004年6月 情報漏えい対策商品「NetEvidence」を発売
- 2005年4月 セキュリティ事業部、メディカル事業部を設置
- 2007年2月 京橋事業所設置（現在は閉鎖）
- 2013年4月 大阪支店を大阪市西区土佐堀に移転
- 2015年4月 建設業向け日報・出面システム「日報365」サービス提供開始
- 2016年3月 警備業向け管制システム「日報365 for 警備」サービス提供開始
- 2020年7月 本店を東京都品川区東品川に移転

## 事業所
- 本店 - 東京都品川区東品川2丁目2番20号 天王洲オーシャンスクエア10階
- 大阪支店 - 大阪府大阪市西区土佐堀 1-4-11 金鳥土佐堀ビル7階

## 社名の由来
社名の「オーク」の由来は大林組の創業者である大林家の家紋が「丸に土佐柏」だったことから、柏（oak）を社名に採用している。

## 許認可・認証等
- 東京都知事一級建築士事務所登録
- 東京都知事建設業許可（電気・電気通信工事）（建築、大工、屋根、タイル、鋼構造物、内装）
- 電気通信事業届出
- 高度管理医療機器等販売業・貸与業許可
- 労働者派遣事業許可
- 古物商許可（事務機器類）
- 第一種貨物利用運送事業登録
- 情報セキュリティマネジメントシステム認証取得（ISO/IEC 27001：2013 / JIS Q 27001：2014）